# 상하이 미국학교

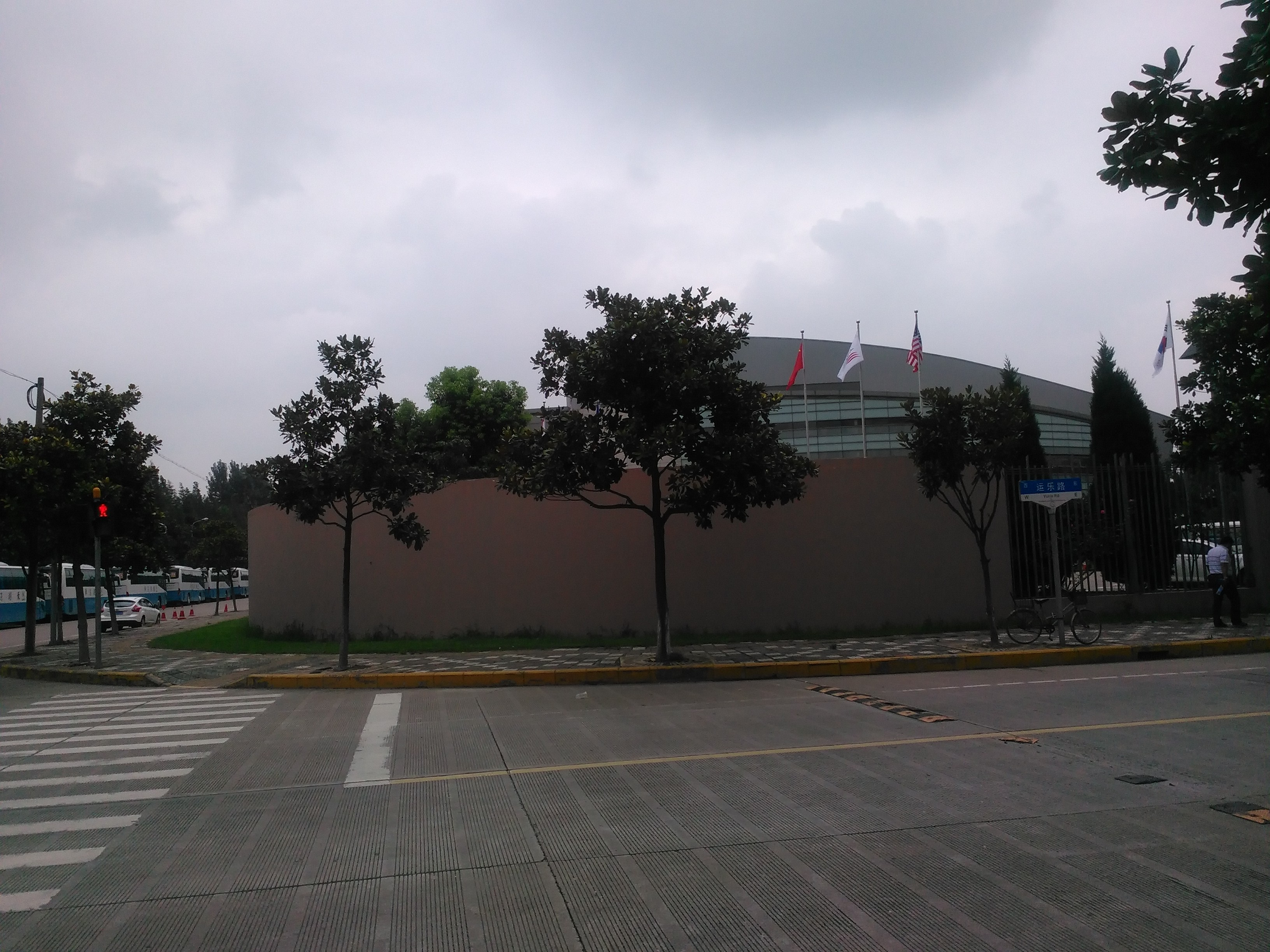
상하이 미국학교 - Puxi Campus

상하이 미국학교(Shanghai American School)는 중화인민공화국 상하이시에 있는 국제 학교이다.

## 개요
1912년 설립되었으며, 중국 내에서 가장 오래된 국제 학교이자 가장 큰 규모의 국제 학교이기도 하다. 푸동과 푸시에 캠퍼스가 있으며, 재학생은 약 3,000여명이다.
상하이직할시 민항구에 위치하고있다.